# شعار أنتيغوا وباربودا
تم تصميم شعار النبالة لـ أنتيغوا وبربودا في عام 1966 بواسطة جوردون كريستوفر. تم تقديمه رسميًا في 16 فبراير 1967. رمزية الأسلحة أكثر تعقيدًا من تلك الموجودة على علم أنتيغوا وبربودا ، لكن العديد من العناصر متشابهة.
في الجزء العلوي من معطف الأسلحة يوجد أناناس ، وهي فاكهة تشتهر بها الجزر. توجد العديد من النباتات حول الدرع ، وكلها متوفرة بكثرة في الدولة: الكركديه الأحمر ، وقصب السكر ، ونبات القرن (American agave). يدعم الدرع زوج من الغزلان يمثل الحياة البرية للجزر.
يُظهر التصميم الموجود على الدرع الشمس ، الموجودة أيضًا على العلم ، وهي ترتفع من البحر الأزرق والأبيض. ترمز الشمس إلى بداية جديدة ، وتمثل الخلفية السوداء الأصول الأفريقية للعديد من مواطني الأمة. في الجزء السفلي من الدرع ، أمام البحر ، توجد مطحنة سكر منمقة. تمثل الشمس على الدرع الأبرشيات الست في أنتيغوا وجزيرة باربودا.